# Mercuriushaven
De Mercuriushaven is een haven in het Amsterdamse havengebied. De haven ligt aan de westkant van het IJ en aan de zuidwestkant van het Noordzeekanaal, tussen de Houthavens en de Coenhaven, bij de Nieuwe Hemweg.
De Mercuriushaven is gegraven in het laatste deel van de 19e eeuw en is genoemd naar Mercurius als god/personificatie van de handel. Er wordt hout, cacao, voedsel en kunstmest verscheept. Er zijn drie insteekhavens: aan de oostkant de Minervahaven en aan de westkant de Vlothaven en de Neptunushaven.

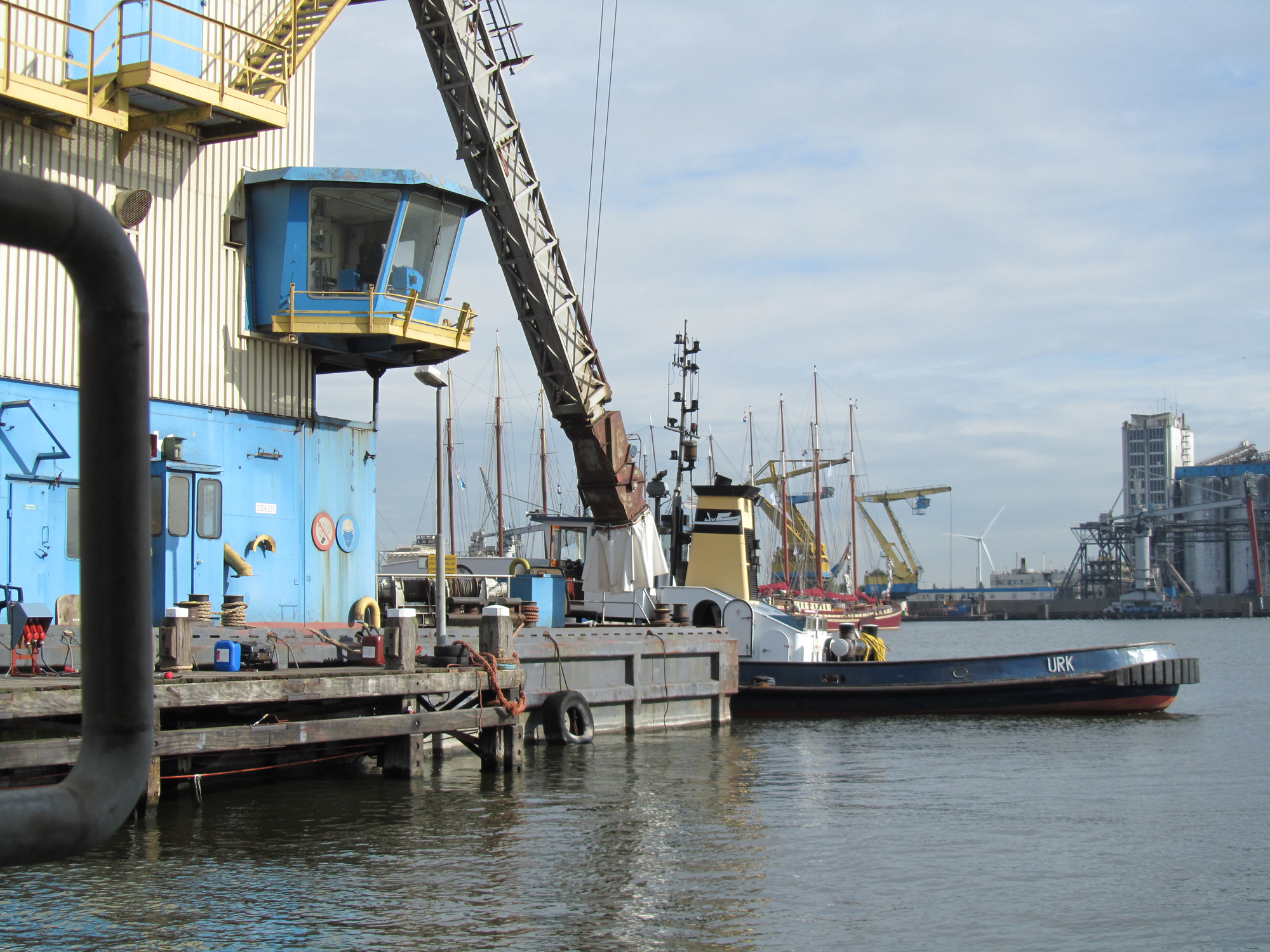
Neptunushaven, gezien vanaf de Nieuwe Hemweg

| Havens en werven in het Amsterdamse havengebied |
| --- |
| · Afrikahaven Zanzibarhaven Madagascarhaven Amerikahaven Alaskahaven Cacaohaven Texashaven Aziëhaven Australiëhaven Tasmaniëhaven ADM-haven Westhaven Hornhaven Moezelhaven Mainhaven Beringhaven Suezhaven Bosporushaven Sonthaven Jan van Riebeeckhaven Usselincxhaven C. Reynierszhaven Adenhaven Ashaven Petroleumhaven Coenhaven Mercuriushaven Vlothaven Neptunushaven Minervahaven Houthaven Nieuwe Houthaven Bewaarhaven Oude Houthaven Sixhaven Ponthaven IJhaven Ertshaven Spoorwegbassin Entrepothaven Shipdock NDSM Oranjewerf Oranjesluizen P.W.Alexandersluis Noordzeekanaal IJ Dirk Metselaarhaven Isaac Baarthaven Wim Thomassenhaven |